# Cumbre de Camp David
La Cumbre de Camp David (en hebreo: ועידת קמפ דיוויד לשלום במזרח התיכון‎, Veidat Camp David LeShalom VeMizraj HaTijon) (también llamado Camp David II) de julio de 2000 se llevó a cabo entre el presidente de Estados Unidos, Bill Clinton; el primer ministro de Israel, Ehud Barak, y el representante de la Autoridad Palestina, Yasser Arafat.
La cumbre comenzó el 11 de julio y terminó el 25 de julio, con una declaración trilateral sobre los principios acordados para guiar las futuras negociaciones, pero sin un acuerdo de paz definitivo sobre el conflicto palestino-israelí.

## Antecedentes
El 5 de julio de 2000, el presidente Bill Clinton anunció su invitación a Ehud Barak y Yasir Arafat para llegar a Camp David para reanudar las negociaciones sobre el proceso de paz en Oriente Medio. Quería aprovechar el genius loci de Camp David, donde el presidente Jimmy Carter fue capaz de negociar un acuerdo de paz entre Egipto, representado por el presidente Anwar Sadat y el Estado de Israel, representado por el primer ministro, Menachem Begin, con los Acuerdos de Camp David de 1978.
En los Acuerdos de Oslo de 1993 entre el primer ministro israelí, Yitzhak Rabin y Arafat se había dispuesto que en un período de cinco años se debía establecer la Autoridad Palestina en Cisjordania y la Franja de Gaza. Durante ese período, ambas partes debían discutir las cuestiones finales, en particular las cuestiones de Jerusalén, los refugiados, los asentamientos, las fronteras y la distribución del agua. Sin embargo, el proceso interino puesto en marcha en Oslo, ni cumplió con las expectativas israelíes ni con las árabes, y Arafat sostuvo que la cumbre era prematura.

## Declaración trilateral
25 de julio de 2000

Presidente William J. Clinton,
Primer Ministro de Israel, Ehud Barak,
Presidente de la Autoridad Palestina, Yasir Arafat

Entre el 11 y el 24 de julio, bajo los auspicios del presidente Clinton, el primer ministro Barak y el presidente Arafat se reunieron en Camp David en un esfuerzo para alcanzar un acuerdo sobre el estatus permanente.
Aunque no lograron superar la brecha entre ambos y alcanzar un acuerdo, las negociaciones no tuvieron precedentes tanto en la amplitud de su espectro como en los detalles. Para avanzar sobre los progresos alcanzados en Camp David, ambos líderes acordaron los siguientes principios que permitan orientar sus negociaciones:
1. Las dos partes acordaron que el objetivo de sus negociaciones es poner fin a décadas de conflicto y lograr una paz justa y duradera.
2. Las dos partes se comprometen a continuar con sus esfuerzos para concluir un acuerdo en todos los aspectos del estatuto permanente lo más pronto posible.
3. Ambas partes están de acuerdo en que las negociaciones basadas sobre las resoluciones 242 y 338 del Consejo de Seguridad de la ONU son la única forma de lograr tal acuerdo y se comprometen a crear un ambiente libre de presiones, intimidación y amenazas de violencia para desarrollar las negociaciones.
4. Las dos partes entienden la importancia de evitar acciones unilaterales que prejuzguen el resultado de las negociaciones y que sus diferencias serán resueltas sólo a través de negociaciones de buena fe.
5. Ambas partes están de acuerdo en que Estados Unidos sigue siendo un socio vital en la búsqueda de la paz y que en adelante continuarán consultando estrechamente con el presidente Bill Clinton y la Secretaria Albright.

## Razones del fracaso
Cada parte acusó a la otra por la responsabilidad del fracaso de las conversaciones. Los palestinos dijeron que no se les había ofrecido lo suficiente; y los israelíes afirmaron que no podía ofrecer más. Clinton cargó el fracaso de la reunión sobre Arafat. Este fue acusado de no presentar una contrapropuesta a lo presentado por Barak y Clinton, y por hacer poco o nada por prevenir los disturbios en los territorios que estallaron después de la conferencia.
Shlomo Ben Ami, exministro de Asuntos Exteriores y asistente de la conferencia, también acusó a Arafat por las fracasadas negociaciones y por el estallido de los disturbios dos meses después. En unas declaraciones al periódico español La Vanguardia en julio de 2010, Shlomo Ben Ami declaró que «Lo que ocurrió allí, es que por primera vez en la historia se quebraron los grandes tabúes del conflicto. Las fronteras del 1967, los refugiados palestinos, los colonos judíos, y ante todo, el futuro de Jerusalén.» y que lo que falló fue «Ante todo, los problemas políticos internos de todas las partes.». Precisó que por parte israelí «El principal error estaba relacionado con Jerusalén.», y que entendía que los palestinos rechazaran entonces el 92% de Cisjordania, pero que estos cometieron un error al rechazar tener el 98% en la cumbre de Taba en enero de 2001. Concluyó que para alcanzar la paz era necesario que «EEUU forme una coalición internacional» que «influya en las partes», y que era «vital un marco de arbitraje internacional».